# Masza już nie jest leniuszkiem
Masza już nie jest leniuszkiem (ros. Маша больше не лентяйка) – radziecki krótkometrażowy film animowany z 1978 roku w reżyserii Lwa Milczina. 

## Obsada (głosy)
- Zinaida Naryszkina jako Masza
- Wasilij Liwanow